# Druyes-les-Belles-Fontaines
Druyes-les-Belles-Fontaines – miejscowość i gmina we Francji, w regionie Burgundia-Franche-Comté, w departamencie Yonne.
Według danych na rok 1990 gminę zamieszkiwały 302 osoby, a gęstość zaludnienia wynosiła 8 osób/km² (wśród 2044 gmin Burgundii Druyes-les-Belles-Fontaines plasuje się na 612. miejscu pod względem liczby ludności, natomiast pod względem powierzchni na miejscu 87.).

## Zabytki
- ruiny zamku Druyes z początku XII wieku, wzniesionego dla Piotra II de Courtenay[1], kuzyna króla Francji Filipa II Augusta. Położony na naturalnej ostrodze skalnej, zbudowany na planie kwadratu z okrągłymi basztami w każdym rogu. W dobrym stanie zachowała się potężna wieża bramna. Zamek ten został zbudowany w tym samym czasie i stylu[1] co stary zamek Luwr.